# Selenofosfat

Strukturformeln för selenofosfat.

Selenofosfat är en sammansatt jon med summaformeln PSeO33–. Den används vid syntes av selenocystein.